# Sheshonq V
Pour les articles homonymes, voir Sheshonq.
Sheshonq V est un roi de la XXIIe dynastie vers 769 à 731 avant l'ère commune, contrôlant semble-t-il uniquement la Basse-Égypte, bien que son règne marque la fin de la domination de ce territoire par la lignée bubastite. Il succède à Pamy Ier et précède à Tanis-Bubastis le roi Pétoubastis II de la XXIIIe dynastie.

## Généalogie
Il est le fils et successeur de Pamy Ier, comme le révèle la stèle du Sérapéum de Saqqarah datée de l'an XI de son règne.
Il a autrefois été considéré comme l'époux de la reine Tadibastet et le père du roi Osorkon IV. Ceci est loin d'être certain, non seulement Pétoubastis II a régné entre Sheshonq V et Osorkon IV, mais de plus, Manéthon a fait de ces deux rois les membres d'une dynastie distincte de celle de Sheshonq V, ce qui pourrait signifier une absence de lien entre Sheshonq V et ses successeurs Pétoubastis II et Osorkon IV.

## Règne
Sheshonq V succède à son père Pamy Ier vers 769 avant l'ère commune. Il devait être relativement jeune, puisque son règne dura a minima 38 années. À partir de son règne débute un mouvement archaïsant à plusieurs niveaux comme la titulature ou la statuaire, qui renvoie clairement aux modèles des Ancien et Moyen Empires. L'an XI de Sheshonq est enregistrée à Memphis, commémorant la mort, l'enterrement et le remplacement du taureau Apis intronisé en l'an II de Pamy Ier. Le nouveau taureau survivra jusqu'à l'an VI du règne de Bakenranef de la XXIVe dynastie. À Tanis, il commande un temple pour la triade thébaine, en mettant l'accent sur le dieu Khonsou. Probablement en l'an XXX, il célébra également sa fête-Sed en ajoutant une chapelle jubilaire au temple susmentionné. Ces bâtiments ont ensuite été démantelés et un lac sacré a été aménagé à leur place. Cependant, d'après les vestiges des bâtiments, on sait que Sheshonq a célébré la fête en adoptant de nouveaux noms d'Horus, de Nebty et d'Horus d'or, et en ajoutant des compléments à ses noms de Nesout-bity et de Sa-Rê, ce qui contraste fortement avec le titulariat simple et clair utilisé dans la plupart de ses monuments qui était peut-être une forme d'archaïsme. Des monuments non datés de Sheshonq V ont été mis au jour à Tell el-Yahoudieh.
S'il reste bien reconnu à Memphis, où vont se succéder les descendants de Padiaset (ses fils Horsaïset et Takélot et le fils du premier, Ânkhefensekhmet) et même un peu plus au sud à Atfieh, son autorité est sérieusement remise en doute, par exemple à Mendès où Hornakht II, qui a succédé à son père Smendès IV, réalise une inscription utilisant le comput d'années de règne de Sheshonq V mais sans le nommer, et plus tard où Smendès V, fils d'Hornakht II, n'utilise même plus le comput d'années de règne de Sheshonq V mais plutôt celui d'Ioupout II, ne reconnaissant ainsi plus du tout le roi Sheshonq V. En effet, Ioupout II se déclare roi à Léontopolis au cours du règne de Sheshonq V, Léontopolis étant une ville relativement proche du cœur du territoire de Sheshonq V.
Du côté de l'ouest du Delta, totalement hors du contrôle de Sheshonq V dont seul le comput des années de règne est utilisé pour dater les inscriptions, le chef des Libou Nimlotpyd, attesté sous le règne de Sheshonq IIIa, est remplacé par un certain Te(te)r au plus tard en l'an VII de Sheshonq V. Toutefois, un chef des Mâ émerge en la personne d'Osorkon C à Saïs et Bouto. Puis un certain Ker, chef à la fois des Libou et des Mâ est reconnu au plus tard en l'an XIX de Sheshonq V, les deux entités ayant dû fusionner à un moment donné. Lui succède un certain Roudamon au plus tard en l'an XXXI de Sheshonq V. Un certain Ânkhhor, attesté en l'an XXXVIII à Memphis et portant également les titres de chef des Mâ et de chef des Libou, a peut-être succédé à Roudamon. Toujours est-il qu'à la fin du règne de Sheshonq V voit l'émergence de Tefnakht qui fera de Saïs l'une des plus grandes puissances du delta et mènera une coalition contre l'expansion Koushite quelques années après la fin du règne de Sheshonq V.
À la mort de Sheshonq V vers 731 AEC, le territoire égyptien est plus que jamais fractionné, avec au nord de multiples principautés et royaumes et au sud un territoire soumis aux Koushites de la XXVe dynastie. À Sheshonq V semble lui succéder un certain Pétoubastis II de la XXIIIe dynastie.